# 河上明日香
河上 明日香（かわかみ あすか、9月25日 - ）は、日本の女性声優。広島県出身。アトミックモンキー所属。

## 略歴
小学生の頃に見ていたテレビアニメ『明日のナージャ』でフランシス・ハーコート役を演じた斎賀みつきを知り、「女の人だ！」と驚いた頃がきっかけで声優業を志す。また、『カスミン』の霧野霧彦役も斎賀が演じていたことから、女性声優が男性役を演じるといった感覚がなかったことから衝撃的だったという。
高校は進学校に通い、大学受験をせずに専門学校に進んだ。高校時代は吹奏楽部に所属していた。専門学校はアミューズメントメディア総合学院大阪校に通っていたが、それ以前は1年間のみ別の養成所にいたものの、上手くいかないという理由で落ち込んでいたという。その後、アトミックモンキー声優・演技研究所（9期生）を経て、同所所属となった。

## 人物
趣味・特技として広島弁、菓子作り、打楽器演奏をそれぞれ挙げている。
研究所時代に現場見学をした時に見た、事務所の先輩でもあった杉田智和のスイッチの切り替えがすごかったと語っている。

## 出演
太字はメインキャラクター。

### テレビアニメ
- カードキャプターさくら クリアカード編（2018年、部長、子ども）
- ウマ娘 プリティーダービー Season 2（2021年、子ども、女性客、ウマ娘A、場内アナウンス、レリックアース 他）

### Webアニメ
- 人形学園（2022年、鎌ゾンビ、ピィちゃん、猫ゾンビ、黒ピィちゃん）
- 世界の終わりに柴犬と（2022年、イルカ、猫の霊）

### ゲーム
- ファーニヴルの宝珠（2016年、ノーラ）
- 共闘ことばRPG コトダマン（2018年 - 2019年、パタゴニア魔ーラ[6]、サラ[7]）
- ドールズフロントライン（2020年、CZ52[8]）
- ファイナルギア -重装戦姫-（2020年、マリー）
- こちら、母なる星より（2021年、金刺玲頼[9]）

### ドラマCD
- 放課後カタストロフィ（2015年、女生徒）

### 舞台
- AMGプロジェクトvol.2「プリ☆グラ-princess Gladiator-」（2011年、第1部）
- AMGプロジェクトvol.3「オズの魔法使い」（2012年） - 主役・ドロシー 役[10]
- SP水曜劇場 伊藤えん魔プロデュース「ロミオとジュリエット」（2013年10月2日、天劇キネマトロン）[11]